# V Andromedae
V Andromedae är en pulserande variabel av Mira Ceti-typ i stjärnbilden Andromeda. Stjärnan varierar mellan visuell magnitud +9,0 och 15,2 med en period av 256,4 dygn.